# Ктулху (макула)
Макула Ктулху (лат. Chtulhu Macula, ранее Область Ктулху, лат. Chtulhu Regio) — характерная деталь поверхности карликовой планеты Плутон, напоминающая кита по форме. Это вытянутая темная область вдоль экватора Плутона, длиной 2993 км и одна из самых тёмных деталей рельефа на Плутоне. Она находится к западу от равнины Спутника области Томбо, и к востоку от Менг-По.

## Описание
Предполагается, что темный цвет области является результатом скопления покрывающей поверхность «смолы» из сложных углеводородов, называемых толинами, и которые образуются благодаря взаимодействию атмосферных метана и азота с ультрафиолетовыми и космическими лучами. Толины наблюдались и на других планетарных телах, таких как Япет, Умбриель, а также в атмосфере Титана, хотя неравномерность и разобщённость темных пятен на Плутоне пока не объяснена. Наличие кратеров на территории макулы Ктулху указывает на то, что ей, возможно, миллиарды лет, в отличие от соседней яркой равнины Спутника, которой может быть всего 100 миллионов лет. Тем не менее, некоторые участки макулы Ктулху более гладкие и имеют намного меньше кратеров, и могут быть моложе. Восточный регион в основном состоит из сильно покрытой кратерами «высокогорной» местности. Средняя часть макулы представляет собой гладкую равнину, вероятно образовавшуюся в результате крупных криовулканических извержений, аналогичных равнине Вулкана на Хароне. Западная область Макулы Ктулху была заснята в гораздо более низком разрешении, чем восточная часть, но предполагается, что это холмистый ландшафт, граничащий с горами на западе.

## Название
Впервые эта макула была обнаружена на первом изображении Плутона, опубликованном 8 июля 2015 года. Изначально в NASA объект из-за его формы назвали Кит. К 14 июня 2015 года команда «Новых горизонтов» стала использовать временное название «Ктулху», выбранное в честь вымышленного божества из произведений Говарда Лавкрафта и других. Первоначально персонаж Ктулху появился в рассказе Лавкрафта «Зов Ктулху» 1928 года в виде злобного существа, впавшего в спячку в одном из подводных городов южной части Тихого океана. В книге он является предметом поклонения ряда человеческих культов, утверждающих, что в настоящее время он находится в заточении, но в конце концов вернётся. Во многих историях Лавкрафта, в частности в «Шепчущем во тьме», подразумевается что транснептуновая планета Юггот по сути то же самое, что и Плутон, который был обнаружен примерно в то же время, когда Лавкрафт писал эти истории.